# رنین (آنزیم)
آنزیم رنین،آنزیم فعال کننده آنژیوتانسین است که توسط سلول های پوششی سرخرگ آوران تولید می‌شود.

## رنین
- با آنزیم رنین معده ( Rennin) یا کایموزین(chymosin) که نقش در انعقاد پروتئین شیر یا کازئین در نوزاد پستانداران دارد اشتباه نشود
- به انگلیسی:Renin تلفظ: \rē-nən، re-\
- رنین که با نام آنژیوتانسینوژناز نیز شناخته می‌شود، نوعی آنزیم است که در شریانچه‌های آوران کلیه توسط سلول‌های خاصی به نام سلول‌های نزدیک گلومرول یا (juxtaglomerular) تولید و به جریان خون ترشح می‌شود و پروتئین آنژیوتانسینوژن را به آنژیوتانسین نوع یک تبدیل می‌کند یعنی در واقع آنژیوتانسینوژن توسط رنین به آنژیوتانسین نوع یک کاتالیز می‌شود.آنژیوتانسین نوع یک پپتیدی غیرفعال از نظر بیولوژیکی است.

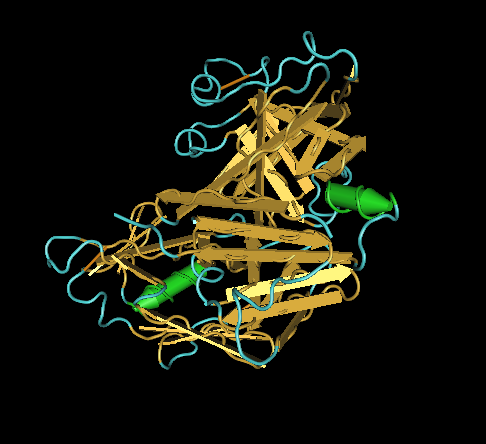
ساختار فضایی مولکول رنین

- این هورمون در پاسخ به کاهش سدیم جریان خون یا کاهش حجم خون ترشح می‌شود[۱]. رنین همچنین در آزاد شدن آلدسترون نقش مهمی دارد.آلدسترون در تنظیم آب و سدیم خون نقش مهمی بر عهده دارد. البته شاید مهم‌ترین کار رنین تبدیل پروتئین آنژیوتانسینوژن به آنژیوتانسین یک است.

از دیدگاه آزمایشگاهی متغیرهای پره‌آنالیتیکی روی اندازه‌گیری این آنزیم تأثیر قابل توجهی دارد.به عنوان مثال می‌توان به رژیم غذایی متعادل از لحاظ نمک و وضعیت ایستاده یا خوابیدهٔ بیمار و حتی مصرف داروهای ضد فشار خون اشاره کرد.